# دهونکل
دهونکل (به انگلیسی: Dhaunkal) یک شهر در پاکستان است که در ناحیه گوجرانوالا واقع شده‌است. دهونکل ۱۶٬۸۰۰ نفر جمعیت دارد.